# 金萬福
金 萬福（きん まんぷく、男性、1954年4月24日 - ）は、香港・新界出身で香港や日本で活動する広東料理料理人である。タレントとしてスカイコーポレーションに所属。既婚。

## 略歴

### 香港の料理界頂点に立つまで
1954年4月24日、英国租借地であった新界・ランタオ島の梅窩に生まれる。
小学校を卒業後、親戚の料理人の誘いを受け、14歳で元朗の「栄華」にてコックとして働き始める。その後、「特別海鮮酒家」、「金門酒家」、「萬宝酒楼」などの料理店での修行を経て、1976年には「鳳凰酒楼」の料理長となる。
1987年、香港の広東料理の名門「好彩酒楼」の料理長に抜擢される。金が料理長になってから「好彩酒楼」はますます繁盛し、香港の中華料理の世界で金萬福の名を知らぬ者はモグリと言われるほど有名になる。

### 身体を張った調理芸で反響を呼ぶ
1988年、周富徳の誘いを受け、来日。日本でも中華料理人の頂点に立つことを志す。東京・新宿の「桂林」での修行を経て、1989年に甲府富士屋ホテルの料理長に就任する。
1992年、新横浜プリンスホテルの料理長に就任し、日本での生活にも慣れてきた頃、周の頼みで『浅草橋ヤング洋品店(テレビ東京)』の「中華大戦争」に出演。逆さ吊りで野菜を切る、口から火を噴く、水槽に顔を突っ込んで金魚を口に咥える、川で鯉を手掴みするなど、体を張ったパフォーマンスが反響を呼ぶ。

### 熟練料理人として日本各地を渡り歩く
テレビの仕事に楽しさを覚える金だったが、メディアへの出演を禁止している西武グループが痺れを切らし、新横浜プリンスホテルを解雇される。
1993年、周の後押しもあり、東京・中目黒に広東名菜「烤金」を開く。店名の由来は火を使った調理を意味する「烤」と金萬福の「金」から。
2003年には東京・赤坂にある「蓬莱倶楽部 KAOKIN」の料理長に就任。
2007年からは、宇都宮東武ホテルグランデ「竹園」の総料理長を務め、2022年2月28日に退任。
2022年10月、中華料理店「王牌」グループの総料理長に就任したことを発表。王牌赤坂店に常駐し、腕を振るう。
2023年　ウクライナ支援コンサートで縁が出来た尼寺三光院の西井香春と子ども食堂をスタート。

## 人物

### テレビでのキャラクター
香港、日本の高級店・ホテルで料理長や総料理長を歴任しており、調理の技能は周富徳も認めるところである。一方、片言の日本語でコミカルに振る舞うキャラクター性により、本人の技能や肩書きとは裏腹にテレビバラエティでは『浅ヤン』における「戦争だよ〜ん」と戯けて発する決まり文句に代表されるように「変わり者の料理人」キャラとして扱われていた。
浅ヤンゼネラルディレクターのテリー伊藤は後にテレビでのあまりにも強烈なキャラクターが敬遠され、一時期はフリーの料理人とならざるを得なかった事を「（テレビに出してしまい）悪いことをしてしまった」と後悔をしていることを告白している。

### プライベート

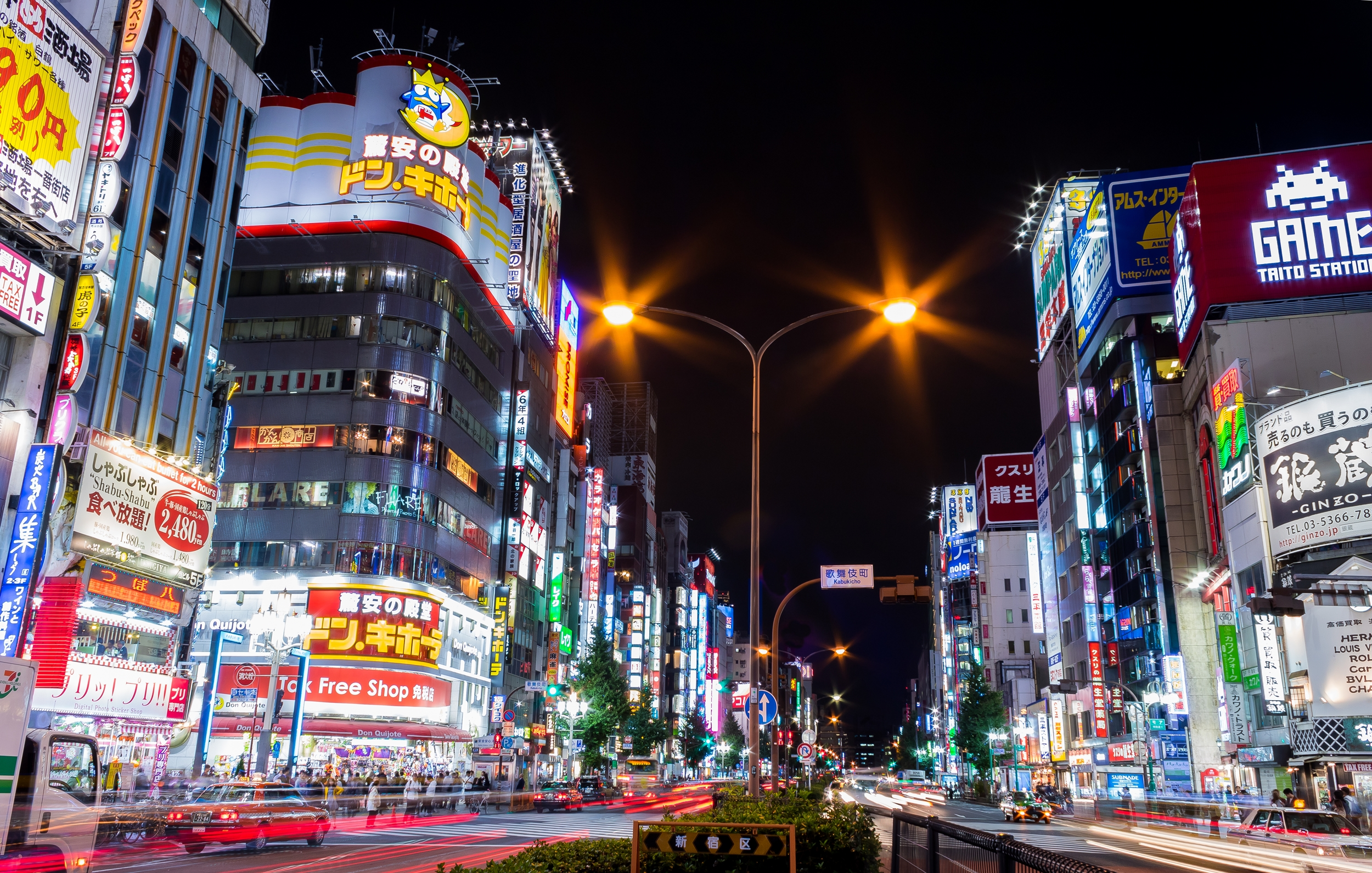
歌舞伎町

趣味はカンフー、サッカー、ボウリング。好きなタレントは中森明菜、浅ヤンで語ることによるとはルックスと歌の上手さから。浅ヤン時代からの付き合いである江頭2:50は大の親友で東京・歌舞伎町の性風俗店に一緒に出かけたり、江頭は宇都宮「竹園」に通い詰めるなど親交が深い。

### えびマヨ伝道者説
日本に「海老マヨネーズ」（えびマヨ）を持ってきたのは周富徳ということなっているが、本当は自分が香港からレシピを持ち込んだが先輩の周にレシピを譲り、日本における「中華料理」メニューとして浸透したと『エガちゃんねる』で語っている。

## メディア出演

### テレビ

#### 日本テレビ系列
- メレンゲの気持ち
- 極上腹ペコレシピ
- クリック! - レギュラー出演
- サルヂエ
- 天声慎吾
- ラジかる!!

他多数

#### TBS系列
- オオカミ少年
- はなまるマーケット
- 王様のブランチ

他多数

#### フジテレビ系列
- 郁恵・井森のデリデリキッチン - 「プクちゃん」と呼ばれていた。
- とんねるずのみなさんのおかげでした
- はねるのトびら - コーナー『回転SUSHI』にて一時期、自身オリジナルの天津料理を提供していた。
- めちゃ×2イケてるッ!
- イタズラジャーニー

#### テレビ朝日系列
- 銭形金太郎
- くりぃむナントカ

#### テレビ東京系列
- 浅草橋ヤング洋品店
- ギルガメッシュナイト
- 元祖!でぶや
- ド短期ツメコミ教育!豪腕!コーチング!!
- 朝は楽しく!スマイルサプリメント
- ハロー!モーニング。
- タカトシの空飛ぶチェリーパイ（料理の審査員）
- ピラメキーノG

#### NHK
- 中国四千年料理ショー（2002年、NHK-BS2/NHK総合テレビ）

### テレビドラマ
- インディゴの夜（2010年、東海テレビ）
- セレブと貧乏太郎（2008年、フジテレビ）…第10話（ラーメン店の店主）
- 絶対彼氏〜完全無欠の恋人ロボット〜（2008年、フジテレビ）

### 映画
- 今日から俺は!!
- スーパーの女

### オリジナルビデオ
新ファンキー・モンキー・ティーチャー どつかれたるねん!

### CM
- 明星食品（一平ちゃん）
- ベル食品
- 博多なす
- FROM A

### Web番組
- 江頭2:50のピーピーピーするぞ! (TFM+)
- エガちゃんねる（YouTubeチャンネル）

### 書籍
- 「ご家庭大中華」（リクルート）
- 「本場香港萬福中華」（主婦の友）
- 「中華鍋徹底指南」（ソニーマガジン社）
- 「金萬福の極貧中華料理」（祥伝社 ノン・ブック）

他多数

## イベント出演
- エガちゃんねるマグロ祭り（2023年6月25日、東京・築地魚河岸） - 参加者に供される「中華風マグロあんかけ丼」をプロデュース